# Billings Bighorns
Die Billings Bighorns waren eine Eishockeymannschaft aus Billings im US-Bundesstaat Montana. Das Team spielte von 1977 bis 1982 in einer der drei höchsten kanadischen Junioren-Eishockeyligen, der Western Hockey League (WHL).

## Geschichte
Die Calgary Centennials aus der Western Hockey League wurden 1977 nach Billings umgesiedelt und in Billings Bighorns umbenannt. Gleich in ihrer ersten Spielzeit erreichte die Mannschaft die Finalspiele um den Ed Chynoweth Cup, in denen sie jedoch den New Westminster Bruins in der Best-of-Seven-Serie mit einem Sweep unterlagen. Anschließend konnte das Team aus Montana nicht an diesen Erfolg anknüpfen und kam in den folgenden vier Jahren nicht mehr über die erste Playoff-Runde hinaus. Vor allem der Wechsel aus der Central in die East Division wirkte sich auf die Ergebnisse der Mannschaft aus. Wurden sie in der Saison 1978/79 noch Sieger der Central Division, so belegten sie anschließend nacheinander den vierten, fünften und sechsten Platz in der East Division.
Nach fünf Jahren wurde das Franchise 1982 ins kanadische Nanaimo im Nachbarstaat British Columbia verlegt, wo es anschließend unter dem Namen Nanaimo Islanders am Spielbetrieb der WHL teilnahm. 

## Saisonstatistik
Abkürzungen: GP = Spiele, W = Siege, L = Niederlagen, T = Unentschieden, OTL = Niederlagen nach Overtime SOL = Niederlagen nach Shootout, Pts = Punkte, GF = Erzielte Tore, GA = Gegentore, PIM = Strafminuten
| Saison  | GP | W  | L  | T  | OTL | SOL | Pts | GF  | GA  | Platz       | Playoffs                                |
| 1977–78 | 72 | 32 | 31 | 9  | —   | —   | 73  | 342 | 336 | 2., Central | Niederlage im Finale                    |
| 1978–79 | 72 | 38 | 23 | 11 | —   | —   | 87  | 378 | 302 | 1., Central | Niederlage in der Playoff-Qualifikation |
| 1979–80 | 72 | 37 | 34 | 1  | —   | —   | 75  | 326 | 284 | 4., East    | Niederlage in der ersten Runde          |
| 1980–81 | 72 | 30 | 40 | 2  | —   | —   | 62  | 336 | 334 | 5., East    | Niederlage im Division-Viertelfinale    |
| 1981–82 | 72 | 27 | 44 | 1  | —   | —   | 55  | 369 | 432 | 6., East    | Niederlage im Division-Viertelfinale    |

## Ehemalige Spieler
Folgende Spieler, die für die Billings Bighorns aktiv waren, spielten im Laufe ihrer Karriere in der National Hockey League: 
| - Dave Barr - Murray Brumwell - Rod Buskas - Lindsay Carson - Pat Conacher - Ray Cote | - Mike Eagles - Brian Ford - Bruce Holloway - Gord Kluzak - Mark Lamb - Jim McGeough | - Jim McTaggart - Randy Moller - Andy Moog - Don Nachbaur - Harvie Pocza - Pokey Reddick | - Bob Rouse - Mike Toal - Rocky Trottier - Leigh Verstraete - Mike Zanier |

## Team-Rekorde

### Karriererekorde
Spiele: 205  Marcel Frere
Tore: 142  Jim McGeough
Assists: 146  Gord Stafford
Punkte: 250   Jim McGeough
Strafminuten: 638  Marcel Frere